# تحيا الستات (فلم)
تحيا الستات فيلم مصري من إنتاج عام 1944، بطولة أنور وجدي، ومحمد أمين ومحسن سرحان وميمي شكيب وليلى فوزي ومديحة يسري، إخراج توجو مزراحي.

## فريق العمل
- أنور وجدي
- محمد أمين
- محسن سرحان
- ميمي شكيب
- ليلى فوزي
- مديحة يسري
- بشارة واكيم
- ثريا حلمي
- حسن فايق
- أمينة شريف
- زينات صدقي
- إسماعيل ياسين
- ماري منيب

## روابط خارجية
- مقالات تستعمل روابط فنية بلا صلة مع ويكي بيانات